# Стоунер, Кейси
Ке́йси Джо́эл Сто́унер (англ. Casey Joel Stoner; род. 16 октября 1985 года в Саутпорте, Квинсленд, Австралия) — австралийский мотогонщик, бывший пилот команды Repsol Honda Team и Ducati Alice Team, двукратный чемпион мира по шоссейно-кольцевым мотогонкам (2007 года в составе Ducati и 2011 года в составе Honda). Третий в истории австралиец, ставший чемпионом мира, после Уэйна Гарднера (1987) и Мика Дуэна (1994—1998). Закончил карьеру мотогонщика по окончании сезона 2012 года. Член ордена Австралии (АМ). Молодой австралиец года (2008).

## Карьера

### Карьера в MotoGP
После 15-го этапа, Гран-При Японии, получил досрочный титул чемпиона мира MotoGP сезона 2007 года, выступая за команду Ducati.
После 16-го этапа, Гран-при Австралии, заработал досрочно титул чемпиона мира MotoGP сезон 2011 года (уже на Honda), что интересно, данный титул Стоунер завоевал в день своего рождения, при этом он в 5-й раз подряд победил на Гран-При Филипп-Айленд.
Таким образом, Кейси Стоунер стал чемпионом мира в первый сезон эры 800-кубовых прототипов в MotoGP (2007 год), и в 2011 году, заключительном для данных прототипов.
На пресс-конференции перед Гран-при Франции 2012 года объявил, что по окончании сезона покинет чемпионат. Австралиец заявил, что из-за изменений последних лет чемпионат перестал быть чемпионатом его мечты и что он уходит, пока полностью не потерял удовольствие от мотоциклов.
Кейси Стоунер: «Я принял это решение после долгих размышлений, после долгих разговоров со своей семьей, с женой: 2012 год будет последним, я не буду выступать в 2013 году. Я завершу свою карьеру в MotoGP в конце этого сезона и посвящу свою жизнь другим делам. После стольких лет в этом спорте, который я люблю, ради которого я и моя семья пожертвовали столь многим, после стольких лет попыток оказаться там, где я нахожусь сейчас, этот спорт сильно изменился и изменился он в ту сторону, которая мне не нравится. Я больше не испытываю к нему страсти, так что будет лучше, если я завершу карьеру сейчас».